# Верхейен, Рене
Рене Верхейен (нидерл. René Verheyen; 20 марта 1952, Берсе, Бельгия) — бельгийский футболист, играл на позиции защитника. По завершении игровой карьеры — футбольный тренер.
Выступал, в частности, за клубы «Локерен» и «Брюгге», а также национальную сборную Бельгии.

## Клубная карьера
Родился 20 марта 1952 года в городе Берсе. Воспитанник футбольной школы клуба «Тюрнгаут». Взрослую футбольную карьеру начал в 1973 году в основной команде того же клуба, в которой провёл один сезон, не сыграв при этом ни одного матча.
Однако привлёк внимание представителей тренерского штаба клуба «Локерен», к составу которого присоединился в 1974 году. Сыграл за команду из Локерена следующие девять сезонов своей игровой карьеры. Большую часть времени, проведённого в составе «Локерена», был основным игроком защиты команды.
В 1983 году заключил контракт с клубом «Брюгге», в составе которого провёл следующие четыре года своей карьеры. Играя в составе «Брюгге» также в основном выходил на поле в основном составе команды.
Завершил профессиональную игровую карьеру в клубе «Гент», за команду которого выступал в течение 1987—1988 годов.

## Выступления за сборную
В 1976 году дебютировал в официальных матчах в составе национальной сборной Бельгии. В течение карьеры в национальной команде, которая длилась 9 лет, провёл в форме главной команды страны 24 матча, забив 3 гола.
В составе сборной был участником чемпионата Европы 1980 года в Италии, где вместе с командой завоевал «серебро», чемпионата мира 1982 года в Испании и чемпионата Европы 1984 года во Франции.

## Карьера тренера
Начал тренерскую карьеру вскоре после завершения карьеры игрока, в 1989 году, возглавив тренерский штаб клуба «Варегем».
В дальнейшем входил в тренерский штаб клуба «Брюгге». Последним местом тренерской работы был клуб «Дейнзе», команду которого Рене возглавлял как главный тренер до 2010 года.

## Ссылка
- Статистика выступлений на сайте national-football-teams.com (англ.)
- Статистика на сайте www.footballdatabase.eu (англ.)